# Список академиков Афинской академии
Список академиков Афинской академии сгруппирован по годам принятия, которое впервые состоялось 1926 года с образованием Академии и с тех пор проводится почти ежегодно.
| Год принятия | Имена ученых |
| ------------ | --- |
| 1926         | Димитриос Эгинитидис Фокион Негрис Ригас Николаидис Герасимос Фокас Константинос Зенгелис Георгиос Ремундос Ангелос Гинис Константинос Ктенас Константинос Мальтезос Иоаннис Политис Константинос Саввас Георгиос Склавунос Еммануил Еммануил Александрос Вурназос Константинос Веис Георгиос Хатзидакис Симос Менардос Панайотис Кввадиас Христос Цунтас Костис Паламас Георгиос Иаковдис Георгиос Сотириадис Константинос Амантос Георгиос Дросинис Василиос Куренос Аристоменис Провеленгиос Антоиниос Керамопулос Иоаннис Калицунакис Георгиос Икономос Георгиос Сотириу Анастасиос Орландос Христосом (Архиєпископ Афинський) Константинос Рактиван Андреас Андреадис Политис, Николаос Димитриос Паппулиас Теофилос Вореас Михаил Ливадас Константин Каратеодори |
| 1927         | Георгиос Стрейт Димитриос Камбуроглус |
| 1928         | Павлос Нирванас Константинос Диовунитидис Александрос Мазаракис-Эниан |
| 1929         | Михаил Кацарас Николаос Екзархопулос Константинос Куруньотис Тимолеон Илиопулос Георгиос Иоакимоглу Сократис Кугеас Константинос Раллис |
| 1930         | — |
| 1931         | Григориос Ксенопулос Георгиос Балис Спиридон Донтас Димитриос Баланос |
| 1932         | Аристотелис Кузис |
| 1933         | Маринос Геруланос Димитриос Ламбадариос Стилианос Сефериадис Константинос Триантафиллопулос |
| 1934         | Георгиос Кириакос |
| 1935         | Спирос Мелас |
| 1936         | Кириакос Варваресос Константинос Димитриадис |
| 1937         | — |
| 1938         | Захарис Папантониу Михаил Стефанидис |
| 1939         | Стилианос Ликудис Хрисантос (Архиєпископ Афинський) |
| 1940         | Петрос Контос |
| 1941         | Георгиос Маридакис |
| 1942         | — |
| 1943         | Николаос Веис |
| 1944         | — |
| 1945         | Георгиос Фокас-Касметатос Александрос Диомидис Григориос Папамихаил Эпаминондас Томопулос Сотирис Скипис Константинос Ромеос Манолис Каломирис |
| 1946         | Панайотис Зервос |
| 1947         | Иоаннис Триккалианос Панайотис Пулицас |
| 1948         | Харитон Харитонидис |
| 1949         | Константинос Исаакидис Павлос Матиопулос |
| 1950         | Дионисиос Коккинос |
| 1951         | Федон Кукулес |
| 1952         | Василиос Егинитис Ксенофон Золотас |
| 1953         | — |
| 1954         | Георгиос Фотинос |
| 1955         | Георгиос Атанасиадис-Новас Ерикос Скассис Иоаннис Ксантакис Максимос Мицопулос Панайотис Брациотис Иоаннис Спиропулос Спиридон Маринатос Христос Карузос |
| 1956         | Леонидас Зервас |
| 1957         | Илиас Венезис |
| 1958         | Константинос Хоремис Стратис Миривилис |
| 1959         | Панайотис Канеллопулос Иоаннис Стаматакос Петрос Петридис Умвертос Аргирос |
| 1960         | Николаос Луварис Димитриос Фокас Василиос Кримбас Константинос Папаиоанну Иоаннис Теодоракопулос |
| 1961         | Константинос Цацос |
| 1962         | Амилкас Аливизатос |
| 1963         | Кесар Алексопулос |
| 1964         | — |
| 1965         | Антониос Сохос |
| 1966         | Илиас Мариопулос Андреас Ксингопулос Николаос Лурос Филон Василиу Отон Пиларинос Димитриос Пикионис Дионисиос Закитинос |
| 1967         | Иоаннис Харамис |
| 1968         | Панайотис Папацонис Михалис Томброс Михаил Стасинопулос Григориос Касиматис |
| 1969         | Петрос Харис |
| 1970         | Георгиос Милонас Георгиос Пантазис Менелаос Паллантиос Георгиос Мегас Василиос Маламос Панайотис Зепос |
| 1971         | — |
| 1972         | — |
| 1973         | Периклис Теохарис Николаос Русопулос |
| 1974         | Николаос Хатзикириакос-Гикас Георгиос Цацас Ангелос Терзакис Константинос Трипанис Иоаннис Кармирис Георгиос Михаилидис-Нуарос |
| 1975         | — |
| 1976         | Ангелос Ангелопулос Васос Фалирес |
| 1977         | Лукас Мусулос Атанасиос Пецалис-Диомидис Солон Кидониатис Пантелис Превелакис Георгиос Мерикас |
| 1978         | Константинос Бонис Константинос Ефстатиадис |
| 1979         | Иоаннис Тумбас Петрос Василиадис |
| 1980         | Линос Политис Манолис Хадзидакис Константинос Ромеос Иоаннис Паппас Иоаннис Сонтис Евангелос Папануцос |
| 1981         | Темистоклис Дианнелидис Спиридон Скарпалезос |
| 1982         | Манусос Манусакас Иоаннис Пападакис Михаил Сакеллариу |
| 1983         | Георгиос Влахос Ангелос Галанопулос Агапитос Цопанакис |
| 1984         | Павлос Сакелларидис Константинос Деспотопулос Евангелос Муцопулос Апостолос Сахинис Николаос Мацаниотис Георгиос Карангунис |
| 1985         | Ангелос Влахос |
| 1986         | Георгиос Тенекидис Николаос К. Артемиадис Тасос Атанасиадис |
| 1987         | Никифорос Вреттакос Георгиос Мицопулос |
| 1988         | — |
| 1989         | Иоаннис Георгакис Грегори Скалкеас Николаос Валтикос |
| 1990         | Николаос Кономис Константинос Тунтас |
| 1991         | Хрисантос Христу Спирос Иаковидис |
| 1992         | Иоаннис Песмазоглу |
| 1993         | Аристовулос Манесис Панайотис Тецис Панос Лигоменидис Иоаннис Зизиулас (митрополит Пергамський) Маркос Сиотис |
| 1994         | Хараламбос Антониадис Константинос Стефанис Александрос Камбитоглу Константинос Гроллиос |
| 1995         | Атанасиос Панагос |
| 1996         | Атанасиос Камбилис Павлос Милонас |
| 1997         | Йоргос Контопулос Димитриос Нанопулос Галатия Саранти Димитриос Трихопулос Эммануел Рукунас |
| 1998         | Константинос Даракатос Ангелики Леу |
| 1999         | Яковос Камбанеллис Антоний Кунадис |
| 2000         | Панайотис Вокотопулос Василиос Петракос Апостолос Георгиадис Георгиос Парисакис Темистоклис Хадзииоанну |
| 2001         | Лукас Христофору |
| 2002         | Епаминондас Спилиотопулос Кики Димула Димитирос Скарвелис Константинос Кримбас |
| 2003         | Николаос Амбразис Геогиос Лаввас |
| 2004         | Константинос Сволопулос |
| 2005         | Стаматиос Кримизис Атансиос Фокас Спирос Евангелатос Менелаос Туртоглу |
| 2006         | Лукас Пападимос |
| 2007         | Христос Зерефос Николаос Валсамакис |
| 2008         | Танасис Валтинос Димитрис Митарас |
| 2009         | — |
| 2010         | Анна Бенаки-Псаруда Константинос Вагенас |
| 2011         | |